# East Carondelet
East Carondelet est un village situé à l'ouest du comté de Saint Clair dans l'Illinois, aux États-Unis,. Le village est incorporé le 8 août 1894.

## Démographie
Lors du recensement de 2010, le village comptait une population de 499 habitants. Elle est estimée, en 2016, à 467 habitants.

### Source de la traduction
- (en) Cet article est partiellement ou en totalité issu de l’article de Wikipédia en anglais intitulé « East Carondelet, Illinois » (voir la liste des auteurs).